# Elembivios
Elembivios est le 10e mois de l'année chez les Celtes de la protohistoire, qui commence avec samonios et marqué par la fête religieuse de Samain. Il est constitué de 29 jours. Il prend place entre les mois de equos et de edrinios. Il correspond approximativement au mois d'août du calendrier grégorien.

## Elembivios
Elembivios est le 10e mois de l'année celtique, il se situe entre les mois de equos et de edrinios. Il est constitué de 29 jours et est considéré comme un mois néfaste (anmat).
C'est au début de ce mois qu’avait lieu la fête religieuse de Lugnasad, dont le nom signifie « assemblée de Lug », Lug étant le dieu le plus important de la mythologie celtique.

## Étymologie
Selon Xavier Delamarre, le nom de ce mois est directement associé au cerf, qui serait *elantia en langue gauloise (cf. gallois elain « mâle du cerf », irlandais eilit « biche »). Ce nom serait ainsi un calque de la désignation du mois grec Eláphios, Elaphebolión.
Pour Michael Janda, un nom indo-européen pour Orion peut être reconstruit comme *h1eln̥bho-, qui sert de base commune à ἔλαφος (: ἐλαφηβόλος) et au gaulois. *elembo-.

## L'année celtique
L’année celtique était divisée en deux saisons : une saison claire et une saison sombre. La saison claire  commence à Beltaine (1er mai), fête dédiée à Lug et se termine avec celle de Samain, elle est notamment consacrée aux récoltes et, dans les contextes guerriers, aux razzias.

### Le calendrier de Coligny

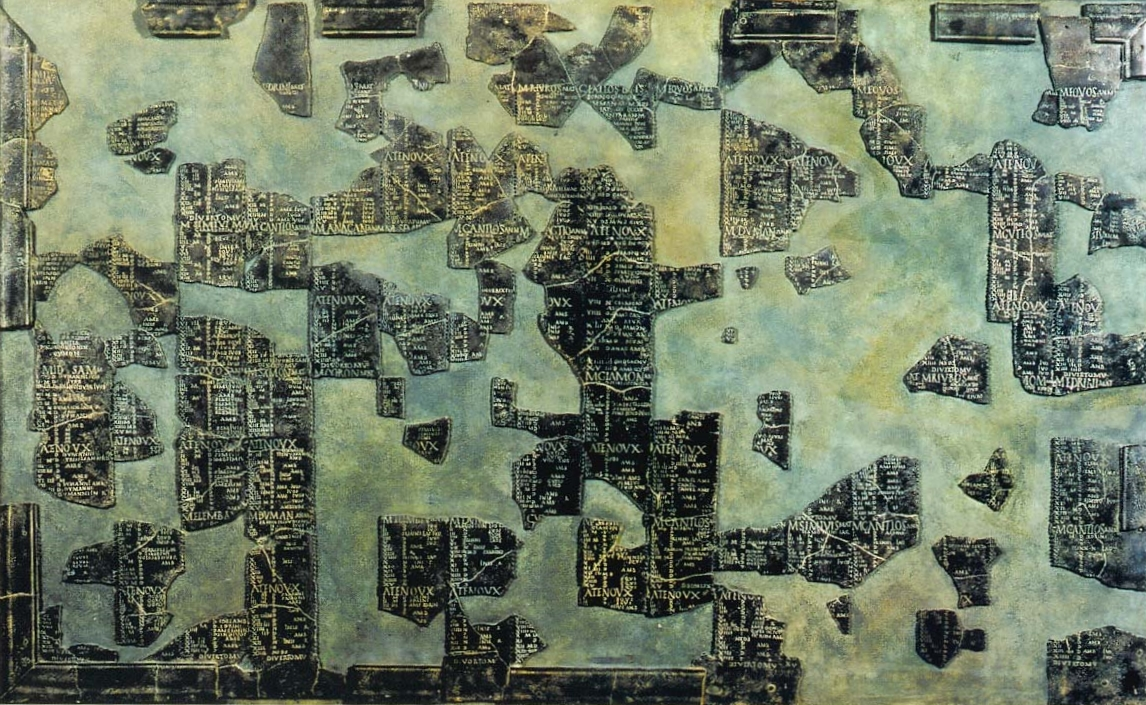
Le calendrier de Coligny.

Le calendrier de Coligny est le plus important document archéologique en langue gauloise ; il est daté du IIe siècle apr. J.-C. et appartient donc à l'époque gallo-romaine. Il s'agit d'une table (fragmentée) de 1,50 m sur 0,90 m, qui comporte 2 000 mots placés sur 16 colonnes et 2 200 lignes. Il est révélateur des connaissances des druides en astronomie, ce que Jules César avait déjà noté dans ses Commentaires sur la Guerre des Gaules :
« Le mouvement des astres, l'immensité de l'univers, la grandeur de la terre, la nature des choses, la force et le pouvoir des dieux immortels, tels sont en outre les sujets de leurs [les druides] discussions : ils les transmettent à la jeunesse. »
— Jules César, Commentaires sur la Guerre des Gaules, Livre VI, 14.
Découvert en 1897 sur la commune de Coligny dans l’Ain (territoire des Ambarres), il est exposé au musée gallo-romain de Fourvière à Lyon.

### Les mois du calendrier
Les douze mois avec leur durée et leur attribut sont :
- Samonios (30 jours, mat),
- Dumannios (29 jours, anmat),
- Riuros (30 jours, mat),
- Anagantios (29 jours, anmat),
- Ogronios (30 jours, mat),
- Cutios (30 jours, mat),
- Giamonios (29 jours, anmat),
- Simivisonnios (30 jours, mat),
- Equos (30 jours, anmat),
- Elembivios (29 jours, anmat),
- Edrinios (30 jours, mat),
- Cantlos (29 jours, anmat) ;

auxquels il faut ajouter les deux mois supplémentaires :
- Ciallos (entre Cutios et Giamonios,  30 jours, mat)
- Quimon (entre Cantlos et Samonios, 30 jours, mat).

## Compléments